# فوجیوارا نو چوشی
فوجیوارا نو چوشی توئوکو (به ژاپنی: 藤原 超子 ふじわら の ちょうし/とおこ)، تولد ۹۵۴ – ۲۴ فوریهٔ ۹۸۲) یکی از زنان (نیوگو) امپراتور ری‌زی در دوره هی‌آن اهل ژاپن بود. او دختر فوجیوارا نو کانه‌ایه و مادر امپراتور سانجو بود.